# Долин, Олег Владимирович
Оле́г Влади́мирович До́лин (род. 26 апреля 1981, Москва) — российский актёр театра и кино, театральный режиссёр. Сын певицы и автора песен Вероники Долиной, брат кинокритика Антона Долина.

## Биография
Родился 26 апреля 1981 года в Москве.
В 2001 году окончил Театральный институт имени Бориса Щукина (мастерская Ю. Шлыкова).
С 2003 года — артист театра «Школа современной пьесы», позднее служил в Центральном академическом театре Российской Армии и Московском театре-студии под руководством Олега Табакова (ныне Московский театр Олега Табакова).
С 2012 года занимается педагогической деятельностью. В частности, преподает актерское мастерство в московской школе «Класс-центр» с углубленным изучением театрального искусства.
В 2013 году окончил режиссёрский факультет РАТИ—ГИТИС (мастерская С. Женовача). Является педагогом актёрского мастерства и режиссуры драмы на кафедре режиссуры драмы ГИТИСа.

## Личная жизнь
Первая жена — актриса Светлана Антонова. Дочь Мария (род. 2004).
Вторая жена — актриса Татьяна Циренина. Дочери: Алиса, Ида, Эстер и Роза.

## Фильмография

### Актёр
- 2016 — «Кризис нежного возраста» — Игорь
- 2015 — «Полицейский участок» — Вадим Рудаков, старший лейтенант полиции
- 2015 — «Москва никогда не спит» — Илья
- 2015 — «Я умею вязать» — Мирон
- 2014 — «Новогодний рейс» — Петр Олейников
- 2012 — «Родственник» — Владимир
- 2012 — «Подпоручикъ Ромашовъ» — Федоровский, поручик
- 2010 — «V Центурия. В поисках зачарованных сокровищ» — латышский коллекционер антиквариата, г-н Вилкс
- 2010 — «Грозное время» — Иван Грозный
- 2009 — «Непрощённые» — Дин
- 2008 — «Дикое поле» — Митя
- 2008 — «Плюс один» — участник кукольного семинара
- 2007 — «Русский треугольник»
- 2007 — «Нулевой километр» — риэлтор
- 2006 — «Питер FM» — Фёдор
- 2006 — «Большая любовь» — Олег
- 2004 — «Бальзаковский возраст, или Все мужики сво…» — Алексей
- 2004 — «Шпионские игры» — Макс
- 2003 — «Моя родня» — Зигфрид
- 2003 — «Другая жизнь» — редактор
- 2003 — «Время — деньги» — Евгений Пригов
- 2002 — «Пятый Ангел» — Григорий Плоткин в юности
- 2002 — «Ковчег»
- 1999 — «Остановка по требованию» — стюард
- 1999 — «Д.Д.Д. Досье детектива Дубровского» — сын Коломийца

### Озвучивание
- 2005 — «Последний уик-энд» — озвучивает персонажа в исполнении Ритиса Скрипки

## Театральные работы

### Актёр
Школа современной пьесы
- «Люди древнейших профессий» — Д. Привалов
- «А чой-то ты во фраке?» — Ломов
- «Чайка» — Медведенко
- «Чайка. Настоящая оперетка» — Треплёв
- «Вечерний звон» — помощник Мегашов
- «Своими словами» — Алик
- «Вредные советы» — мальчик Zero

### Режиссёр
Российский академический молодёжный театр (РАМТ)
- 2014 — «Медведко» по одноимённой сказке А. Н. Афанасьева
- 2017 — «Коновалов» по рассказу «Коновалов» и циклу статей «Несвоевременные мысли» Максима Горького
- 2019 — «Зобеида» по сказке Карло Гоцци
- 2024 — "Остров Сахалин" по А.П. Чехову

Школа современной пьесы
- 2017 — «Мышонок-суперсыщик» по пьесе Елены Коллеговой

Театр Наций
- 2018 — «Снегурочка» по сказке А. Н. Островского
- 2020 — «Лекарь поневоле» по пьесе Мольера

Театр на Малой Бронной
- 2019 — «Женщина-змея» по сказке Карло Гоцци
- 2022 — «Комедия двенадцатой ночи» по пьесе Уильяма Шекспира

Большой театр
- 2020 — «Маленький трубочист» опера Бенджамина Бриттена

Театр имени Е. Б. Вахтангова
- 2023 — «Ночь перед Рождеством… или чёрт знает что такое» по повести Николая Гоголя

## Награды и номинации
- 2009 — премия «Ника» за лучшую мужскую роль (фильм «Дикое поле»)[1]
- 2009 — номинация на премию «Золотой орёл» за лучшую мужскую роль (фильм «Дикое поле»)
- 2019 — лауреат премии Станиславского в номинации «Перспектива»
- 2019 — лауреат фестиваля «Уроки режиссуры» в номинации «За новую и вечную театральность»